# Zwartbuikhelmspecht
De zwartbuikhelmspecht (Dryocopus schulzii) is een vogel uit de familie der Picidae (Spechten). Deze vogel is genoemd naar de Duits-Argentijnse zoöloog Federico Schulz. 

## Verspreiding en leefgebied
Deze soort komt voor van het zuidelijke deel van Centraal-Bolivia en westelijk Paraguay tot het noordelijke deel van Centraal-Argentinië.